# مشاركة الأردن في حرب أكتوبر
المشاركة الأردنية في حرب أكتوبر تُشير إلى القوات الأردنية التي شاركت في حرب أكتوبر عام 1973 م. ورغم صِغر حجم القوات الأردنية المقاتلة في الحرب إلا أنها حققت مكاسب واضحة تمثلت في حرمان جيش الكيان الإسرائيلي من الالتفاف على محور درعا-دمشق، مما أبقى العاصمة السورية في مأمن من القوات الصهيونية.

## خلفية تاريخية
كانت العلاقات الأردنية مع بعض الأقطار العربية في حالة متوترة؛ حيث قطعت كلٌّ من الكويت وليبيا مساعدتهما المالية للمملكة الأردنية، وهي المساعدة التي كانت مخصصة لدول الطوق العربي. كما قطعت مصر علاقتها مع الأردن عام 1973 م بسبب إعلان الأردن مشروع المملكة العربية المتحدة والتي تضم أراضي المملكة الأردنية الهاشمية الدستورية في الضفة الشرقية والضفة الغربية، كذا أغلقت سورية والعراق حدودهما مع الأردن. وقد حدث انفراج في العلاقة الأردنية مع مصر وسورية تحديدا بعد مؤتمر القاهرة (1973 م)، كما لُمّح للملك الحسين بن طلال عن مواجهة عربية قادمة مع الكيان الإسرائيلي دون أن تُقَدَّم له تفاصيلٌ كاملة.

## بداية الحرب
اندلعت الحرب في السادس من تشرين الأول عام 1973 م؛ فوضع الأردن جيشه في «درجة الاستعداد القصوى» فور علمه باندلاع الحرب. إضافة لذلك، فقد أخذت التشكيلات العسكرية مواقعها حسب خطة الدفاع آنذاك.
في المقام الأول، كان على القوات الأردنية أن تؤمن الجبهة الأردنية من أي اختراق صهيوني والالتفاف على القوات السورية في الجبهة السورية. كذلك فقد كان على القوات المسلحة الأردنية أن تستعد للتحرك باتجاه غرب نهر الأردن لاستعادة الأراضي الأردنية هناك في حال نجحت الحرب في استعادة كل من مصر وسورية أراضيهما المحتلة، أو حتى التحرك إلى الجبهة السورية وهو الشيء الذي حدث فعلاً.
وقد كان لهذا الشيء الأثر الأكبر في مشاغلة القوات الصهيونية؛ حيث أبقى الجانب الصهيوني جزءا كبيرا من قواتها على طول جبهتها الشرقية مع الأردن تحسبا لتطور الموقف الأردني بما أن الجبهة الأردنية هي الأقرب للعمق الصهيوني مما يجعها الأخطر عليه.

## التحرك الأردني
نظراً لتدهور الموقف على الجبهة السورية، حيث نقل الكيان الصهيوني معظم قواته التي كانت ترابط جنوباً في سيناء إلى الجولان، تحرك اللواء الأردني المدرع 40 يوم 12 من تشرين الأول ليكتمل وصوله يوم 14 من ذات الشهر. وقد وُضِع اللواء تحت إمرة الفرقة المدرعة 3 العراقية؛ أي إلى جانب الألوية العراقية مشاة 20 و الآلي 8 والمدرع 6.
وفي يوم 16 تشرين الأول خاض اللواء الأردني أولى معاركه بعد أن تحرك من مواقعه في نوى وتل الحارة إلى تل المسحرة، الشيء الذي أجبر القوات الصهيونية على التراجع مسافة 10 أكيال، ولكن بسبب بطء تقدم القوات العراقية كُشفت أجنحة اللواء الأردني كذلك بسبب استخدام الصهاينة سلاح التاو المضاد للدروع لأول مرة في تاريخهم اضطر اللواء 40 للتراجع بعد تدمير 10 دبابات صهيونية؛ حيث كان اللواء الأردني يتقدم لا يوقفه شيء بحسب الإشارة الصهيونية التي التقطتها كتيبة الاستطلاع السورية إذ جاء فيها:
| مشاركة الأردن في حرب أكتوبر | أنقذونا من اللواء الأردني إنهم يتقدمون باتجاهنا ولا يعرفون التراجع ونحن نخلي مواقعنا لهم | مشاركة الأردن في حرب أكتوبر |

كذلك تعرض العراقيون لهجوم معاكس اضطرهم للانسحاب إلى كفر شمس.
وفي يوم 19 تشرين الأول هاجم اللواء الأردني تل مسحرة وجبا مرة أخرى، في ذات وقت هجوم القوات العراقية على تل عنتر. وقد توغل اللواء 40 بعمق 6-7 أكيال حيث تجاوز تل مسحرة ووصل إلى منطقة الشمال الغربي منه. ولكن نتيجة بطء القوات العراقية المساندة بسبب طبيعة الأرض اضطر اللواء للتراجع.
وبسبب الموقف المتوتر على الجبهة السورية أرسل الأردن اللواء الأردني الآخر الذي يشكل الفرقة المدرعة الثالثة مع مدفعيتها وقيادة الفرقة كاملة إلى الجولان للاستئناف الهجوم الذي تقرر أن يكون في 23 تشرين الأول واكتمل وصول كامل الفرقة يوم 22 تشرين الأول، غير أن سورية وافقت على وقف إطلاق النار مما ألغى الخطة. وقد بقيت الفرقة المدرعة الثالثة مرابطة في سورية إلى أن انسحبت في كانون الأول من ذات العام.

## أهمية المشاركة الأردنية
رغم صغر حجم القوات الأردنية المقاتلة في الحرب إلا أنها كانت ذات فعالية عالية؛ إذْ عملت القوات الأردنية على مشاغلة القوات الصهيونية على امتداد الحدود الأردنية الفلسطينية، الشيء الذي منعها من إرسال تعزيزات على الجبهتين السورية والمصرية. إضافة لذلك، فقد تمثلت فعالية المشاركة الأردنية بشكل رئيس أولاً في تأمين محور درعا-دمشق والجناح الأيسر للقوات السورية واللذان لو سقطا لفتحا الباب للقوات الصهيونية للتقدم نحو دمشق، وثانياً في تثبيت القوات الصهيونية -بالتعاون مع القوات العراقية- وإجبارها على تحويل عملياتها من الهجوم إلى الدفاع.

## التداعيات
كان للمشاركة تداعيات سياسية إيجابية على الحرب؛ حيث أُعيدت العلاقات التي كانت مقطوعة بين الأردن وبعض الدول العربية، كذلك استُئنفت المساعدات العربية المخصصة للأردن بكونه أحد دول الطوق العربي.